# Levande ljus

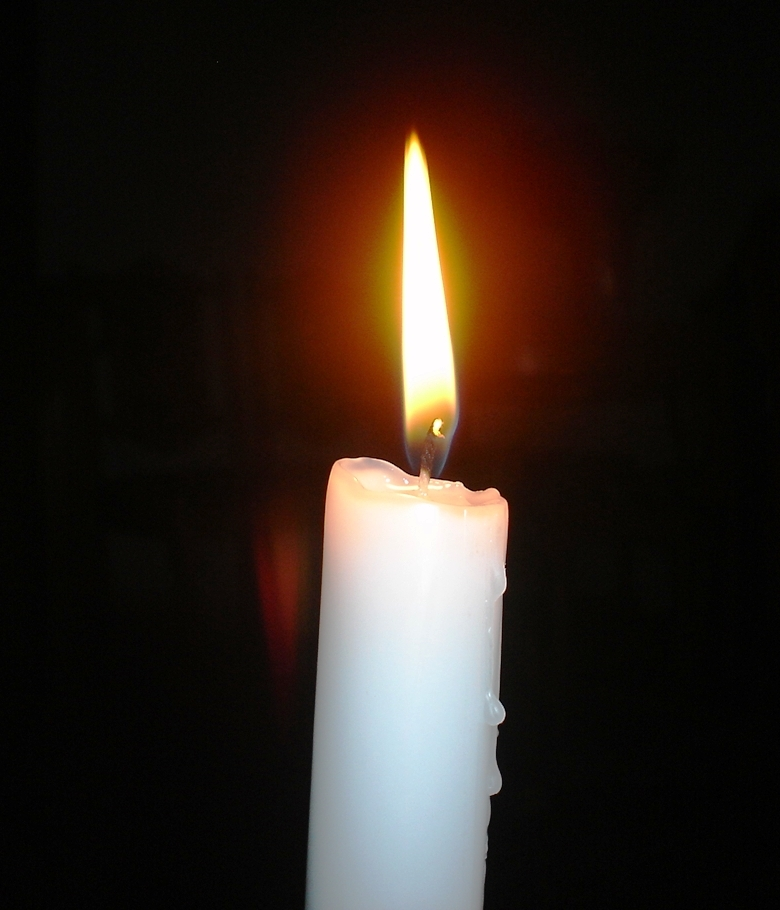
Ett brinnande ljus.

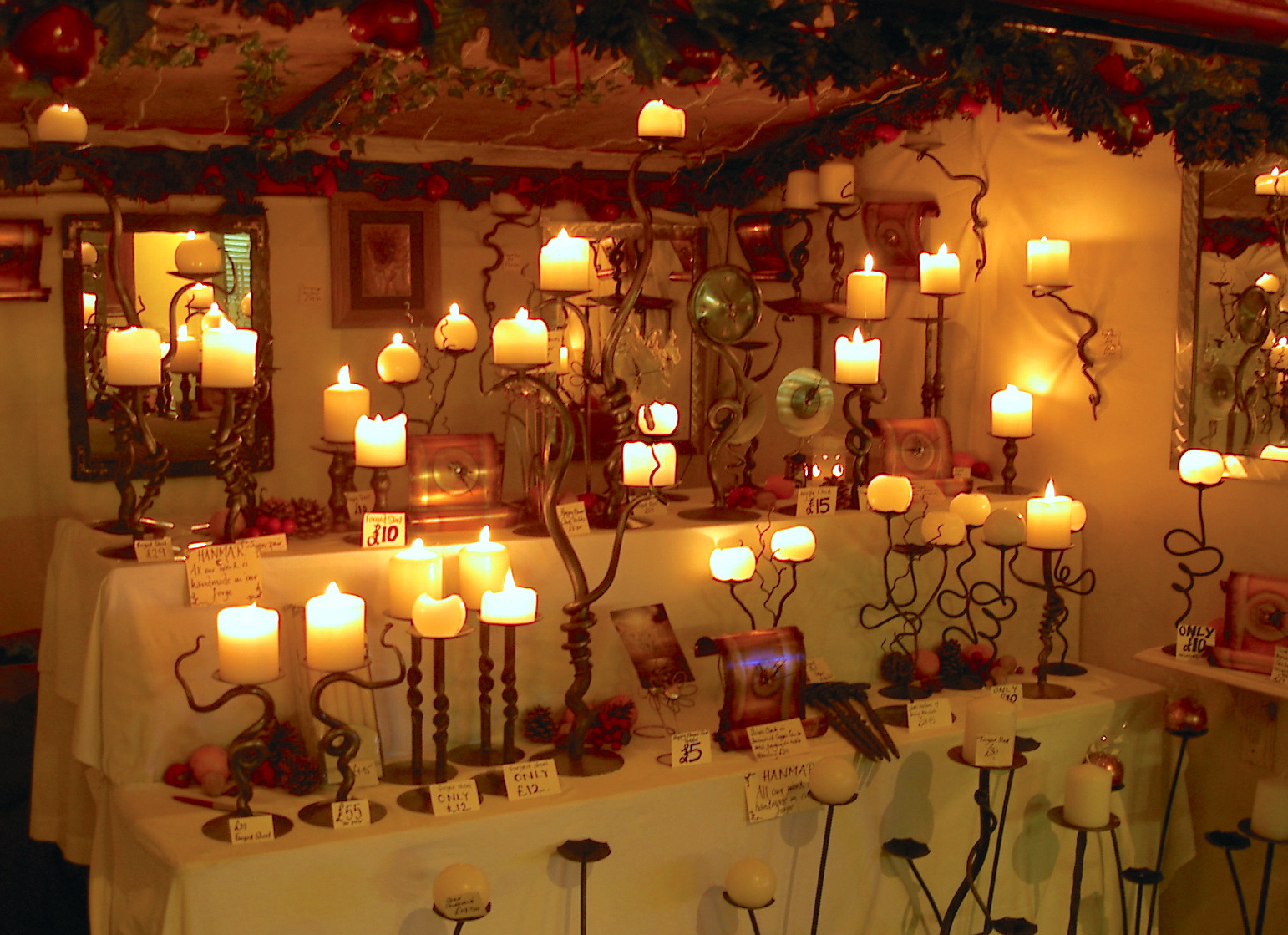
Levande ljus på diverse hållare.

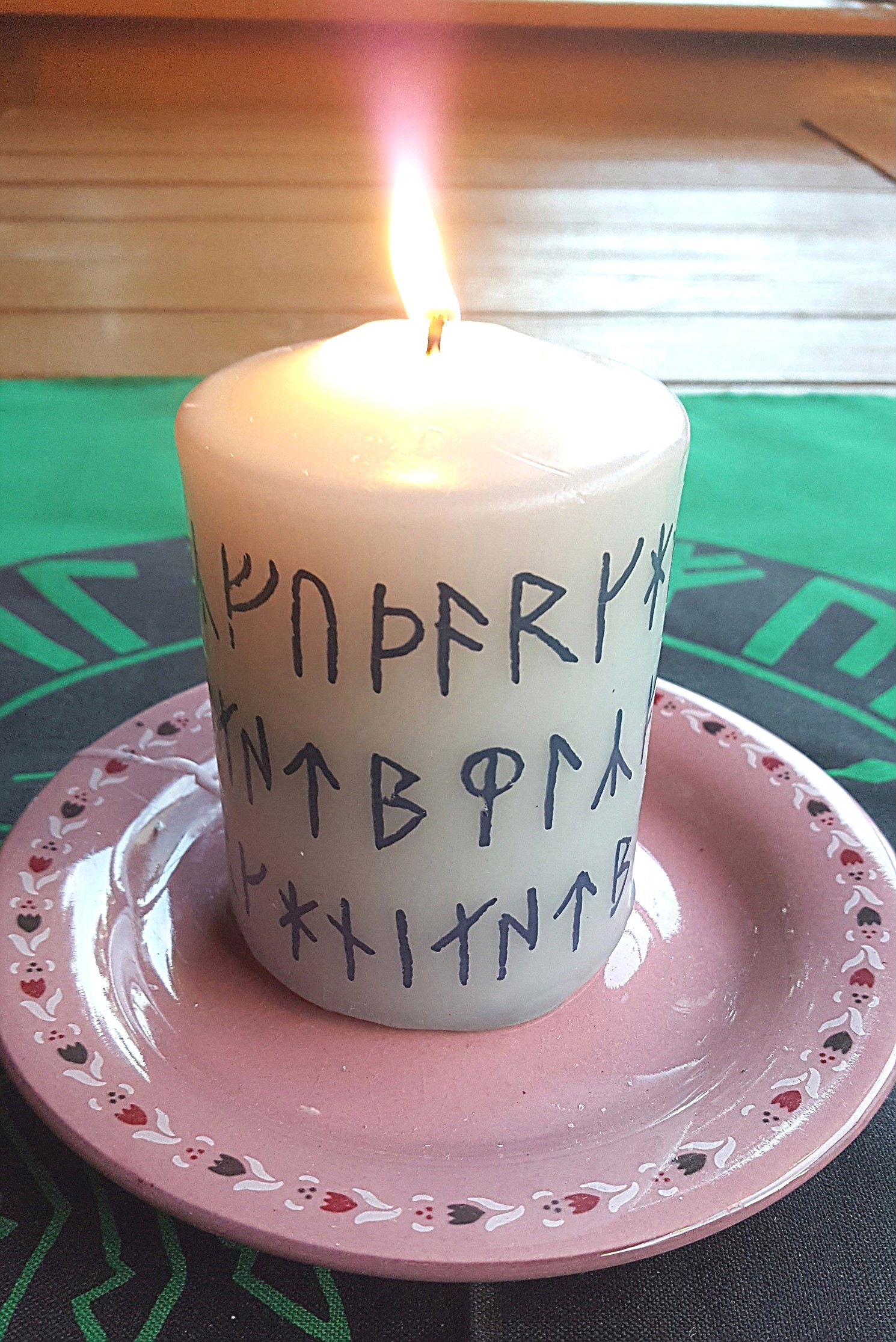
Ett brinnande blockljus med runor.

Ett ljus eller levande ljus är en ljuskälla som brinner med öppen låga, och som består av en veke placerad i ett fast block av bränsle, vanligtvis stearin, paraffin eller vax eller blandningar av dessa. Oavsett bränslekällan kallas levande ljus ofta för stearinljus i dagligt tal.

## Olika sorters ljus

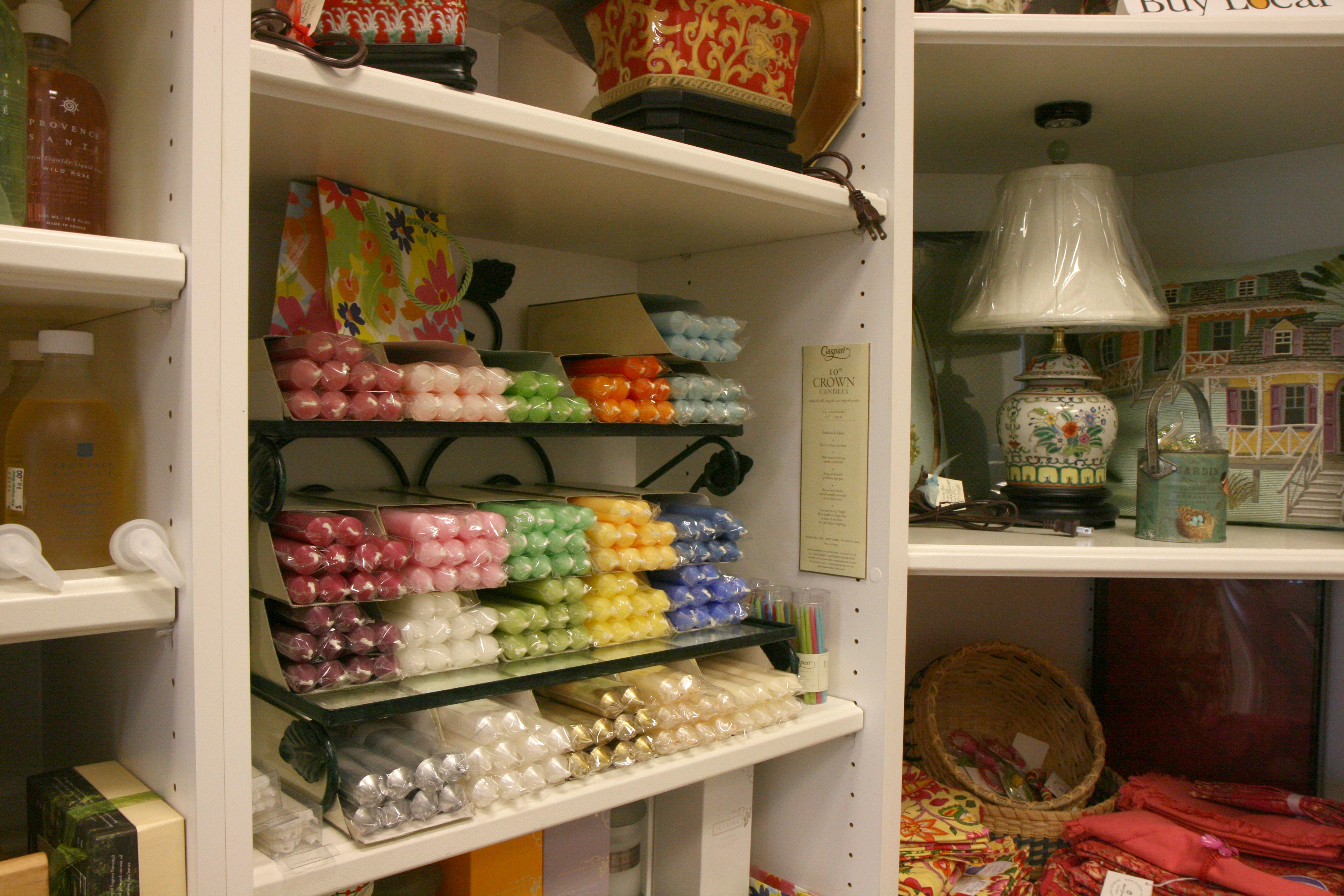
Liggande kronljus i olika färger.

### Antikljus
Antikljus är ett konformat ljus som smalnar av i toppen. Antikljus finns i många olika färger. Det kallas även rustikljus.[källa behövs] Diametern kan vara 22 mm.

### Blockljus
Ett blockljus är ett brett och kraftigt ljus som oftast är vitt, men finns även i andra färger. Blockljus kan tillverkas av paraffin.

### Chanukkaljus
För den judiska chanukka-helgen. Diametern kan vara 9,7-12 mm.

### Doftljus
Ett doftljus är ett ljus där parfym eller arom tillsatts ljusmassan. När doftljuset brinner sprids dofter i luften. Doftljus finns i olika färger och dofter.

### Julgransljus
Ett julgransljus är ett litet smalt stearinljus som ursprungligen använts i julgranar. Efter att man började använda elektrisk ljusslinga i julgranen är julgransljusens främsta användning i änglaspel. Det är ofta rött eller vitt. Diameter kan vara 12 mm.

### Kronljus
Kronljus är ett vanligtvis vitt, smalt stearinljus, avsett för användning i ljuskronor. Kronljusen är cylinderformade och har ofta en klockformad topp. Numera finns även färgade kronljus.
När ljus används i ljuskronor är det önskvärt med ljus som inte rinner och droppar, och som brinner med en lugn och klar låga. Beteckningen "kronljus" tillkom som en beteckning för ett slags bättre stearinljus som var lämpade för denna användning. Diametern kan vara 22-23 mm.

### Tårtljus

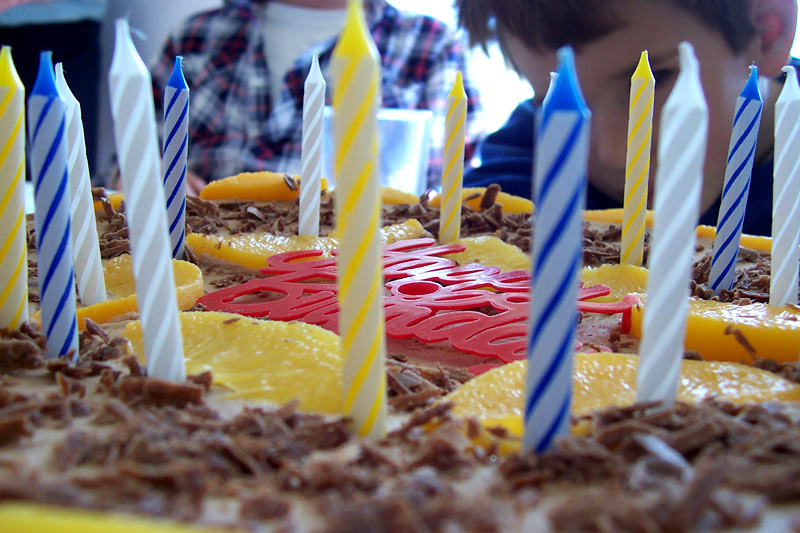
Tårtljus.

Ett tårtljus är ett mycket litet, smalt ljus avsett att stickas ned i en födelsedagstårta. På barnkalas brukar tårtan innehålla lika många ljus som barnet fyller år. Tårtljus är ofta färgade i olika pastellfärger och har en liten spetsig hållare längst ned. Ett tårtljus är inte avsett att vara tänt mer än några minuter och brukar blåsas ut av den som uppvaktas innan tårtan serveras. Tårtljus förekommer även i form av till exempel siffror och bokstäver.

### Värmeljus
Ett värmeljus består av en cylindrisk metallform med större bredd än höjd som vanligen är fylld med paraffin. Värmeljuset kan användas för varmhållning av mat och dryck genom att placeras under en kastrull eller kanna i en anordning, men kan också placeras i olika slag av ljuslyktor för att ge stämningsljus.

### Levande ljus inom kristendomen

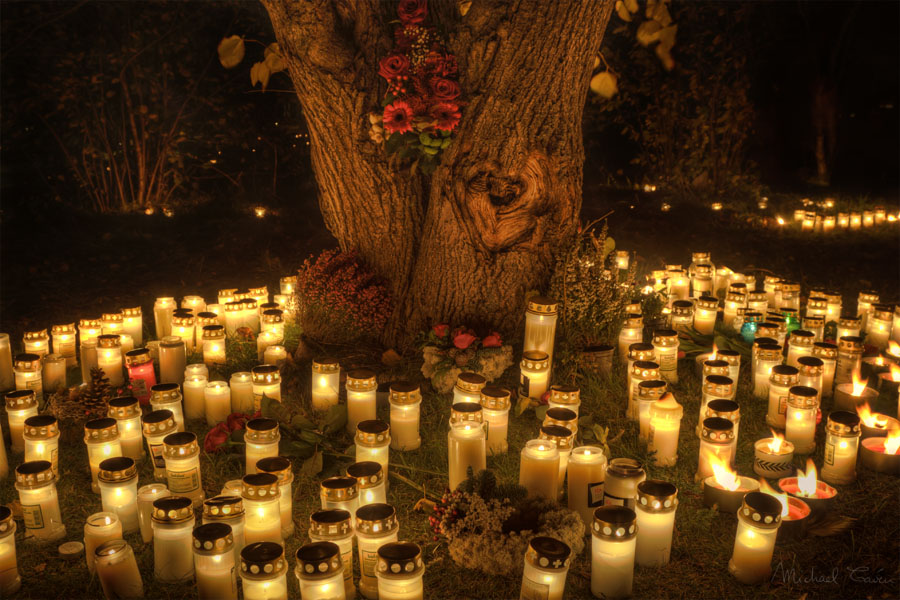
Gravljus och marschaller på Skogskyrkogården i Stockholm.

Många kristna kyrkor använder olika typer av ljus för olika ändamål och vid olika tillfällen. Dessa ljus är alltid vita. Några relativt vanliga kyrkliga ljustyper är dessa: 
- Adventsljus
- Altarljus
- Andaktsljus
- Dopljus
- Gravljus är ljus som anhöriga placerar på gravar till minne av den avlidna eller i samband med förböner. Gravljus tillverkas ofta som små engångslyktor med en hylsa av plast och ibland ett lock av metall, ibland av talg. Ljusmassan kommer från vegetabiliska oljor, oftast palmolja.[11] Gravljus används särskilt under Allhelgonahelgen
- Påskljus

## Material

### Bivax

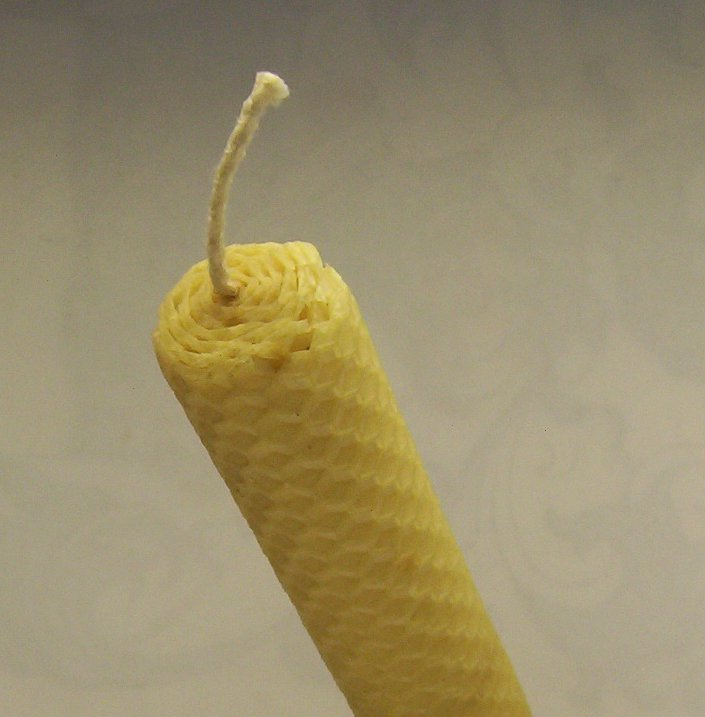
Rullat ljus av bivax.

Bivax som material för ljus antas ha introduceras av romarna under 100-talet efter Kristus. Vax var det material som användes för tillverkning av ljus till kyrkorna under medeltiden, och var egentligen de enda av katolska kyrkan sanktionerade ljusen. Av praktiska skäl tillät man dock ofta att talgljus användes i samband med gudstjänsten.
Efterfrågan på bivax var den främsta anledningen till att bin började hållas som husdjur.[källa behövs] Beroende på årstid och på vilka växter bina besöker kan bivaxets färg variera från nästan vitt till gulbrunt.[källa behövs]
Bivaxljus kan även tillverkas genom att man rullar en vaxkaka runt en veke. Detta är ett snabbt sätt att tillverka ljus och därför populärt i fritidsverksamheter för barn.[källa behövs] Denna typ av ljus tillverkas inte industriellt, men finns ofta till försäljning på historiska marknader, trots att metoden inte är äldre än den moderna biodlingen.[källa behövs]

### Paraffin
Paraffin är en blandning av kolväten och används ofta i en blandning med stearin till ljustillverkning. Det är vitt till färgen, men något mer genomskinligt än stearin. Det är också mjukare och segare än stearin.

### Stearin
Ljus av stearin började tillverkas cirka 1825 i Frankrike, och i Sverige vid Liljeholmens Stearinfabrik i Stockholm 1839. Det framställs genom hydrolys av animaliskt fett, men kan även framställas ur vegetabiliskt fett, såsom palmolja. Stearin smälter vid 65 °C.

### Talg
Talg är fett från djur. Talg var vanligare i ljustillverkning förr, men talgljus kan lukta illa och sotar. Talgljusen användes i enklare hem endast i samband med större högtider. Hos rikare personer var talgljus vardagsbelysningen medan vaxljus endast användes vid festligheter. Talgljusen försvann nästan helt i samband med fotogenlampans intåg på 1860-talet.
Talgdankar var talgljus av sämre kvalitet. På senare tid används talg undantagsvis till gravljus.

### Veke
En vanlig ljusveke består av flätat bomullsgarn. Flätningen ger veken ett plattare tvärsnitt, vilket underlättar för att den ska förbrännas fullständigt. Innan flätade vekar började användas var det nödvändigt att ansa levande ljus med en särskild ljussax som hade en behållare för den avklippta veken.

## Tillverkning
Man kan stöpa ljus på olika sätt. Den äldsta metoden är att en ljusveke doppas i smält ljusmassa. En nyare metod är att gjuta ljus i formar.

### Äldre metod
En veke doppas i smält ljusmassa och ett tunt lager fastnar då på veken. Den lämnas att svalna och stelna. Proceduren upprepas tills ljuset har fått önskad tjocklek. Sådan ljusstöpning kan göras hantverksmässigt eller industriellt.
Att stöpa sina egna ljus till julen är fortfarande en aktivitet på många håll. Även på fritidshem och inom andra slags barnaktiviteter är det vanligt förekommande.
Den ljusmassa som används för hemtillverkning kan vara färdigköpt, men kan också bestå av eller drygas ut med gamla ljusstumpar, stearin, vax och paraffin. Om man använder ljusstumpar bör deras vekar renklippas från sotiga delar, annars kan ljusmassan missfärgas. Efter smältningen silas massan genom ett finmaskigt nät, så att gamla vekar avlägsnas.
För bästa resultat (vilket anses vara att ljusen är raka) ska arbetet utföras i dragfria lokaler; ljusen påverkas till och med av luftdrag från dörrar som öppnas och stängs. I korthet knyter man fast ett antal vekar på till exempel en blompinne, cirka 3–5 beroende på bredden på den bunke man ska doppa i. Denna bunke värms i vattenbad för att undvika överhettning, som kan leda till brand. Bunken som man doppar i ska vara minst så djup som vekarnas längd, men behöver inte bestå av smält stearin i hela bunken. Man fyller därför bunken delvis med hett vatten. Stearinet väger mindre än vatten och flyter upp. Allteftersom stearinet går åt fyller man på mer hett vatten, så att vekarna blir doppade ända upp hela tiden. Doppningen sker relativt fort, man sänker och höjer blompinnen direkt i följd, utan att låta den stanna i ljusmassan. Efter doppningen hängs pinnen över två tvärslåar av något slag (till exempel två stolsryggar) så att vekarna kan hänga fritt medan de stelnar mellan varje doppning i den smälta stearinmassan. Allteftersom stöpningen fortskrider behöver man som regel klippa av bottendelen eller jämna ut dess form med fingrarna. När ljusen fått önskad tjocklek får de hänga och kallna över natten.

### Gjutna ljus
När man gjuter ljus häller man smält ljusmassa i en form där en veke fixerats. Detta kan göras hantverksmässigt eller industriellt. Vanligen tas formen bort när ljusmassan stelnat, men formen kan lämnas kvar och fungera som en lykta när ljuset används, vilket görs bland annat för gravljus. Gjutna ljus kallas ofta för blockljus.
För hemtillverkning av gjutna ljus kan man använda färdigköpta koniska plåtformar, men man kan också använda olika hushållsföremål som formar. Vid hemtillverkning är det viktigt att gjutmassan värms i vattenbad för att undvika höga temperaturer vilket ger risk för antändning men också ett sämre gjutresultat.
Industriellt tillverkade gjutna ljus av ofärgad ljusmassa förekommer med ett eller ett par lager färgad ljusmassa ytterst. Detta kan man se på att ett ljus som fått brinna en stund blir vitt vid vekens bas.

## Fysikaliska egenskaper

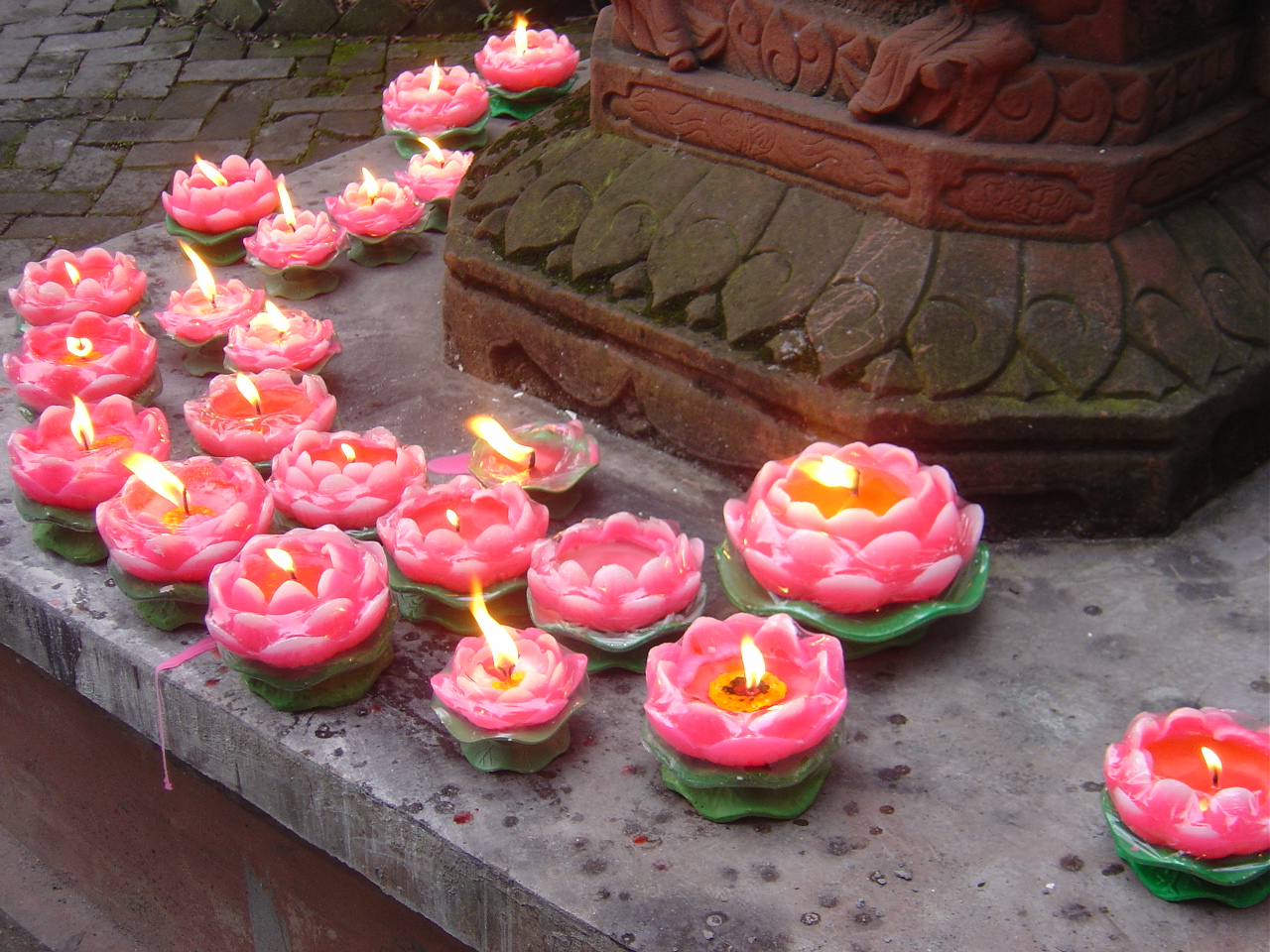
Ljus formade som lotusblommor i ett buddhisttempel i Kina.

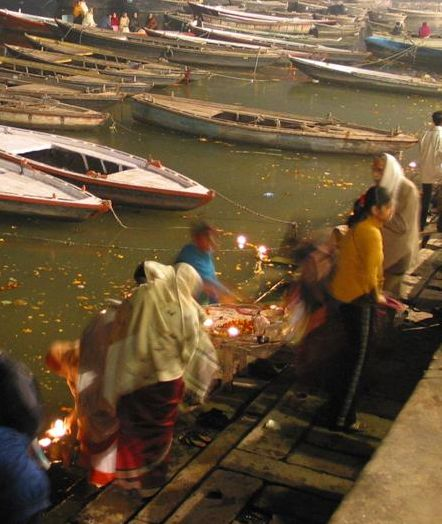
Hinduer sätter ut ljus i Ganges.

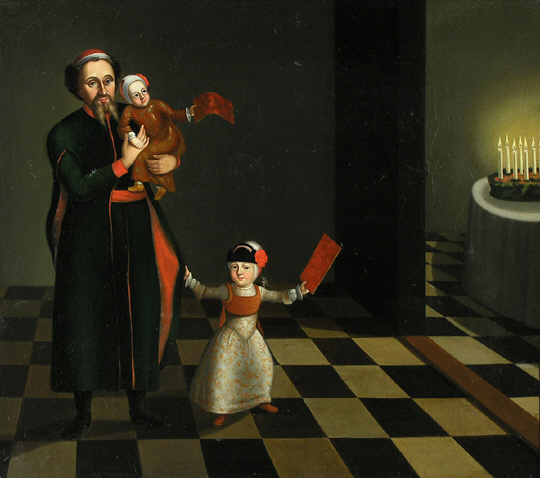
Ljus i den åttaarmade ljusstaken under chanukka.

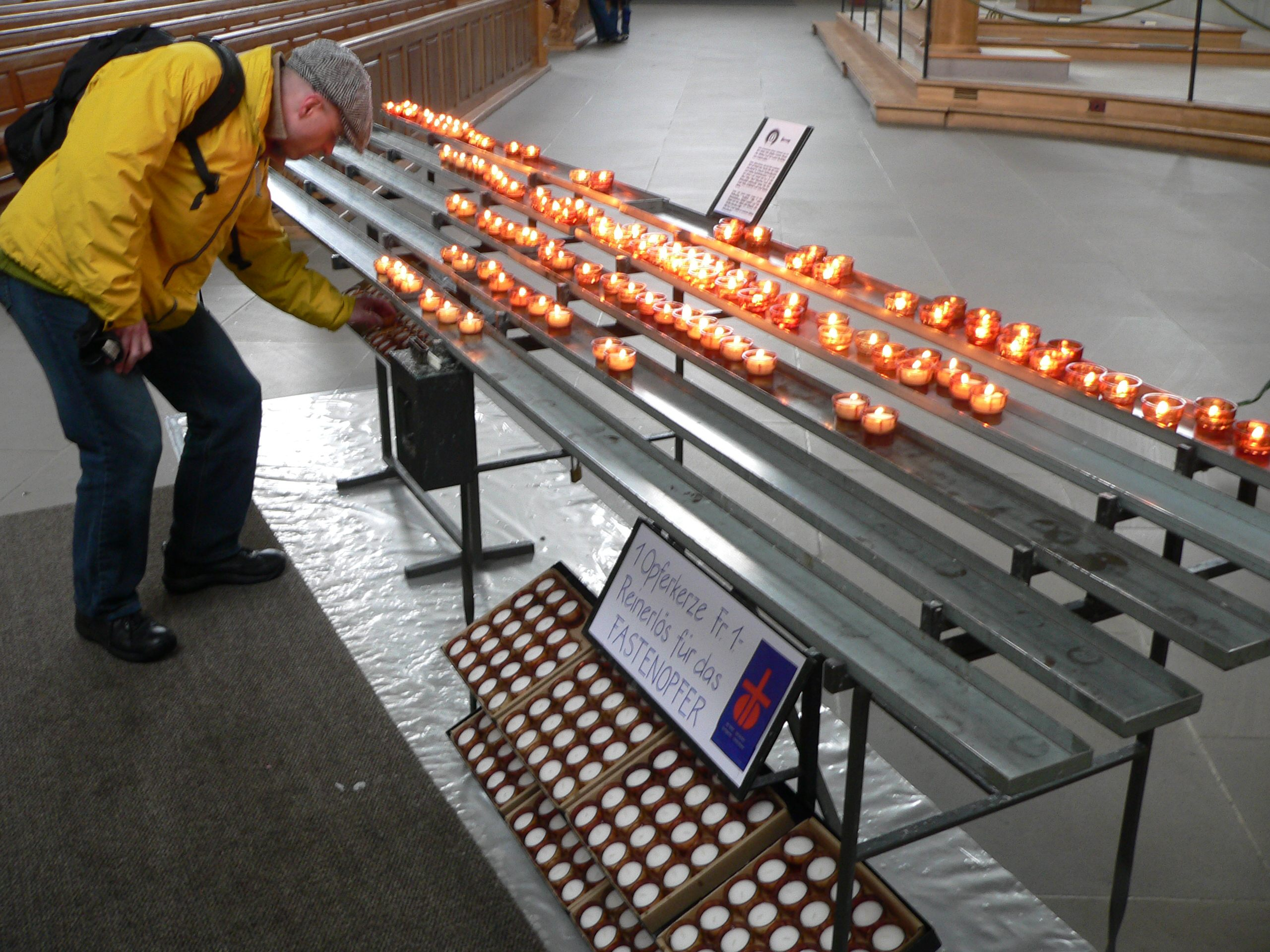
Levande ljus i en romersk-katolsk kyrka.

Energi och effekt från ett levande ljus kan beräknas med hjälp av ljusmassans vikt och värmevärde samt brinntiden. Paraffin har ett kalorimetriskt värmevärde på ca 46 MJ/kg eller kJ/g.  Om den förbrukade vikten är 50 gram och brinntiden 6 timmar blir energin och effekten följande:
```
  Energin:   50 g x 46 kJ/g = 2300 kJ 
  Effekten:  2300 kJ / (6 x 3600 s) = 106 J/s eller watt
```

Den största delen av effekten avges som värme, bara någon bråkdel som ljus. Lågans temperatur är cirka 1000 °C, men varierar i olika delar.

## Användning

### Användning inom religion

#### Buddhism
Ljus ingår i buddhistiska tempelritualer och används ofta tillsammans med rökelse och blommor. Ljus kan också användas som hjälpmedel vid meditation.

#### Hinduism
Hinduiska högtider firas ofta med ett stort antal levande ljus. Den viktigaste ljusfesten är dipavali.

#### Judendom
Inom judendomen används levande ljus i tre olika syften: Symbolisk markering av Guds närhet, som ett skiljemärke och till minne av någon.

##### Ner tamid
I Templet i Jerusalem brann alltid menoran, eller den sjuarmade ljusstaken. Den var ett uttryck för Guds närhet. I synagogor finns också ett evigt ljus, ner tamid. Detta ljus ska påminna om den sjuarmade ljusstaken i Templet. Det är oftast rött. I vissa synagogor är det av brandsäkerhetsskäl numera ersatt med elektriskt ljus.

##### Chanukka
Under de åtta dagarna i chanukka tänder man ett nytt ljus varje dag. Dessa ljus är heliga och får inte användas till att lysa upp en arbetsplats där världsligt arbete utförs. 

##### Övergången mellan vardag och sabbat
Man tänder två levande ljus före solnedgången på fredagskvällen för att markera sabbatens inträde, det tänds även kvällen före andra högtider. 

##### Övergången mellan sabbat och vardag
En stund efter solnedgången på lördagskvällen tänder man under havdala-ceremonin ett ljus (egentligen två stycken ihopflätade) för att markera övergången från sabbat till vardag och början på en ny vecka.

##### Till minne av avlidna
Under shiva (sorgeveckan) efter dödsfall i familjen brinner ett minnesljus. På varje årsdag, jahrzeit, efter nära släktingars död tänder man ett ljus till minne av den avlidna.

#### Kristendom
Inom kristendomen, särskilt inom den katolska kyrkan tänder man ofta ljus i samband med böner och förböner. Under gudstjänsten brukar flera olika levande ljus vara tända, de mest framträdande av dessa är altarljusen.
I advent tänder många adventsljus, ett nytt ljus varje söndag fram till julafton. Ett numera närmast profant bruk som har sitt ursprung i kristendomen är Lucian som på Luciadagen framträder med levande ljus i en krans i håret och ett följe av tärnor med ljus i händerna. Under december användes ibland också ett kalenderljus där dagarna är markerade på ljuset och man bränner bort en liten bit av ljuset varje dag fram till julafton.
I äldre tider hade man inte några bra tidmätare. I klostren skulle en munk alltid hålla nattvakt, och för att hålla reda på tiden tills det var dags att ringa till morgonbön, hade man ljus med märken för hur långt ljuset förkortades för varje timme.

### Profan användning
Förr i tiden, innan elektricitet fanns eller var vanligt, användes levande ljus som en rent praktisk ljuskälla, men det var dyrt och vanligt folk arbetade endera under dygnets ljusa timmar eller i skenet från den öppna spisen eller törvedsstickor. Idag används levande ljus mest som stämningsgivare och som reservljuskälla vid strömavbrott.
Levande ljus sätts även ofta i tårtan då någon fyller år.

## Miljö- och hälsorisker
Levande ljus är en form av eld, vilket innebär vissa miljö- och hälsorisker. Tända ljus avger i likhet med annan öppen förbränning sotpartiklar, och svarta sotpartiklar bidrar till global uppvärmning.
Vissa forskare kopplar också sotpartiklar till hälsoproblem som astma och allergi. Särskilt har utblåsande av värmeljus uppmärksammats; när man blåser ut ett värmeljus frigörs cirka 350 000 sotpartiklar, vilket kan ge obehag i luftvägarna eller påverka både astma och olika allergier. Ur astmasynpunkt har värmeljus jämförts med passiv rökning.